# Кружок любителей русских изящных изданий
Кружок любителей русских изящных изданий (КЛРИИ) — творческое объединение библиофилов и коллекционеров в Санкт-Петербурге.

## История
Возник в 1903 году по инициативе И. И. Лемана. Официально начал свою деятельность с 15 октября 1903 года, когда был утверждён Устав. Однако первое сообщение о новой организации с предполагаемым названием «Кружок любителей русской книги» появилось в журнале «Антиквар» уже в ноябре 1902 года; а в переписке В. А. Верещагина с А. Н. Бенуа уже в феврале 1903 года обсуждался вопрос об издании кружком «Медного всадника» А. С. Пушкина. Первое официальное заседание состоялось 12 декабря 1903 года.
Один из основателей кружка и его председатель, В. А. Верещагин, был одной из самых значительных фигур российского дореволюционного библиофильства.
Члены Кружка делились на действительных, почётных и членов-сотрудников. Согласно Уставу, число первых не должно было превышать 100 (фактически их было 93). Они избирались на общих заседаниях, вносили в кассу вступительные и ежегодные взносы, имели право решающего голоса на заседаниях, могли быть избранными на должности в кружке. В почётные члены, число которых не ограничивалось (фактически было избрано 2 и 3 были переизбраны из действительных), выбирались лица, оказавшие «особые услуги делу Кружка»; члены-сотрудники (их было 5) избирались из числа лиц, полезных делу — и те, и другие освобождались от взносов.
Членами кружка были И. В. Ратьков-Рожнов, П. Е. Рейнбот, Е. Н. Тевяшов, Н. В. Соловьев, В. И. Клочков, Р. Р. Голике, Е. Г. Лисенков, Г. В. Юдин. Среди членов Кружка были лица, занимавшие высокие государственные посты: кроме В. А. Верещагина — главноуправляющий земледелием и землеустройством А. В. Кривошеин, товарищ министра торговли и промышленности М. А. Остроградский, члены Государственного Совета Н. И. Булычев, В. А. Остроградский.
В период 1903—1909 годов преобладала библиофильская деятельность, поскольку он задумывался именно ради этого. Указанная деятельность предполагала, прежде всего, составление личных библиотек. Члены Кружка жертвовали книги и для собственной библиотеки организации, которой заведовал В. Я. Адарюков. Кружок проводил аукционы, доход от продажи на которых позволил начать в 1904 году собственную книгоиздательскую деятельность; осуществлял издательскую и выставочную деятельность.
За период 1910—1916 годов было проведено шесть самостоятельных выставок: «Степан Филиппович Галактионов и его произведения» (31 марта — 30 апреля 1910 г.), «Русская женщина в гравюрах и литографиях» (28 февраля — 31 марта 1911 г.), «Русская жизнь в эпоху Отечественной войны» (4 апреля — 2 мая 1912 г.), «Три века русской придворной жизни» (22 марта — 19 апреля 1913 г.), «Русская и иностранная книга» (25 февраля — 28 марта 1914 г.), «Английские и французские гравюры XVIII века» (9 января — 8 февраля 1916 г.). Экспонаты из своих собраний предоставляли как члены кружка П. Д. Кедров, И. И. Леман, М. А. Остроградский, П. Е. Рейнбот, М. Я. Синицын, Н. К. Синягин и другие, также и не состоявшие в нём коллекционеры и библиофилы — В. Н. Аргутинский-Долгоруков, С. С. Боткин, Е. Е. Рейтерн и другие.
Весной 1914 года в Лейпциге на Международной выставке печатного дела и графики экспонировались 18 лучших собственных изданий, а также оригинальные рисунки Д. Н. Кардовского к «Невскому проспекту» и М. В. Добужинского к «Казначейше» и книги из собраний членов кружка и его библиотеки.
В 1907—1916 годах участники кружка принимали участие в издании ежемесячного журнала «Старые годы». В 1908—1911 годы были выпущены четыре выпуска «Материалов для библиографии русских иллюстрированных изданий».
Последнее заседание кружка, зафиксированное в протоколе, состоялось 13 февраля 1917 года; спустя десять дней в России началась Февральская революция.

## Издания
Благодаря кружку увидели свет напечатанные на высоком полиграфическом уровне в типографии «Голике и Вильборг» «Невский проспект» Н. В. Гоголя, «Четыре басни» И. А. Крылова, «Рассвет» А. А. Голенищева-Кутузова, «Казначейша» М. Ю. Лермонтова; тексты сопровождались иллюстрациями Д. И. Кардовского, А. О. Орловского, М. В. Добужинского.
- Устав Кружка любителей русских изящных изданий. — СПб., 1904.[4]
- Гоголь Н. В. Невский проспект. — СПб., 1905.
- Четыре басни Крылова. — СПб., 1907.
- Голенищев-Кутузов Разсвет. — СПб., 1908.
- Андрюков В. Я. Галактионов и его произведения. Каталог выставки. — СПб., 1910.
- Врангель Н. Н., Соловьев Н. В. Русские женщины в гравюрах и литографиях. Каталог выставки. — СПб., 1911.
- Верещагин В. А., Лисенков Е. Г. Русская жизнь в эпоху Отечественной войны. Каталог выставки. — СПб., 1912.
- Материалы для Библиографии русских иллюстративных изданий. — СПб., 1908—1911. — № 1—4.
- К юбилею кружка любителей русских изящных изданий. 1903—1913. — СПб., 1913.[5]
- Лисенков Е. Г., Соловьев Н. В. Придворная жизнь за 300 лет. Каталог выставки. — СПб., 1913.
- Леман И. И. Гравюра и литография. Очерки истории и техники. — СПб., 1914[6].
- Лермонтов М. Ю. Казначейша. — СПб., 1914.